# Владимир Пингов
Владимир (Владо) Пингов е български революционер - анархист, участник в солунските атентати.

## Биография
Владимир Пингов е роден през 1883 година във Велес, тогава в Османската империя. Завършва прогимназия в родния си град. Става член на кръга на Гемиджиите, докато учи в Солунската българска мъжка гимназия. През 1900 година наема дюкян непосредствено срещу Банк Отоман в Солун и заедно с Илия Тричков започват да копаят тунел към основите на сградата. Участва в солунските атентати през 1903 година, като хвърля бомба пред самата врата на Топхането и там е застрелян от турски войници.